# Miguel Vieira (hockeista su pista)
Miguel Carlos Correia Alves Lopes Vieira (Barcelos, 5 settembre 1996) è un hockeista su pista portoghese.

## Palmarès

### Club

#### Titoli internazionali
- Coppa CERS/WSE: 2

Barcelos: 2015-2016, 2016-2017

### Nazionale
- Campionato mondiale: 1

Barcellona 2019